# الاعتراف الدولي بإسرائيل

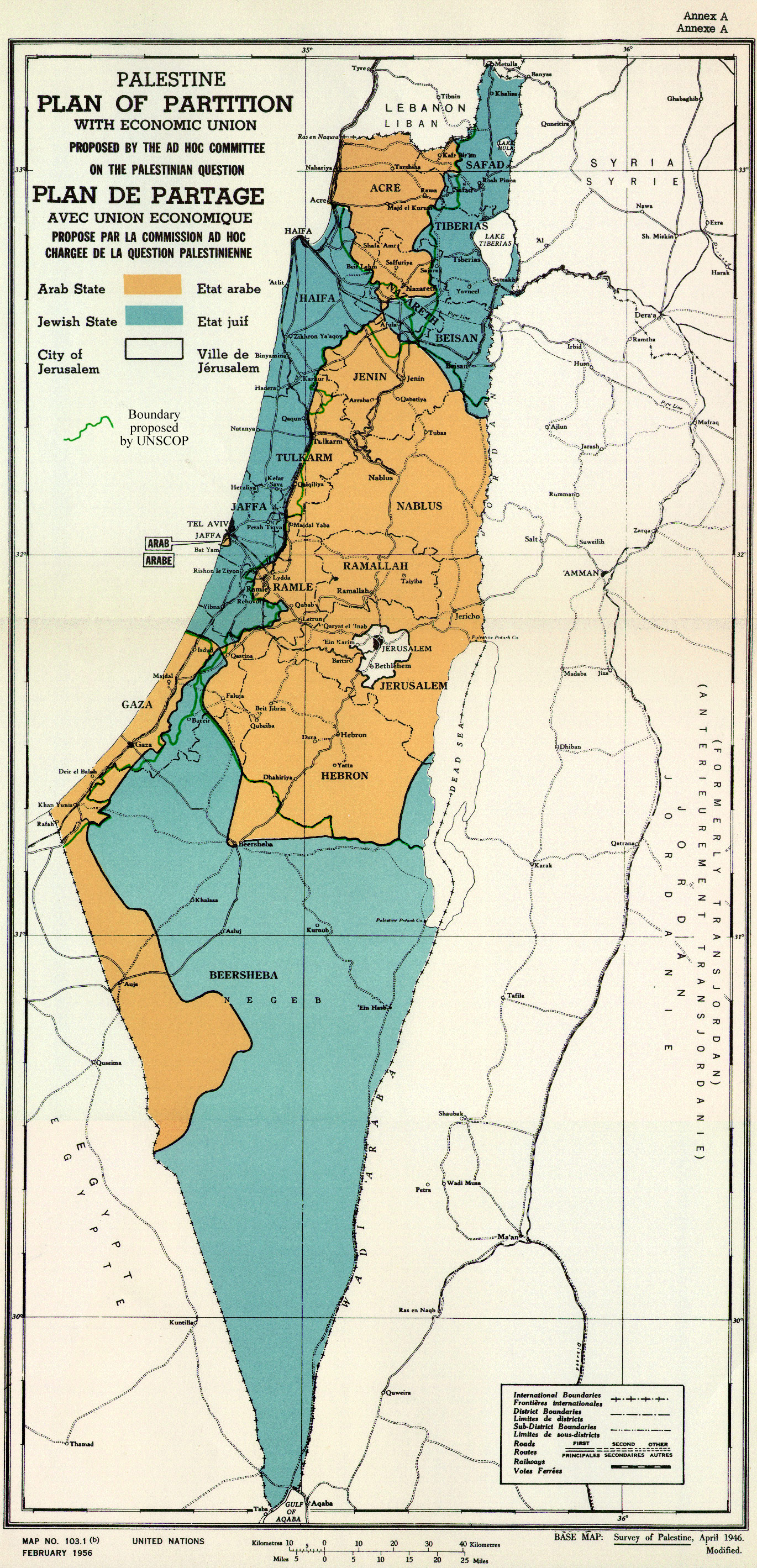
خريطة قرار تقسيم فلسطين التي أقرتها الجمعية العامة لمنظمة الأمم المتحدة عام 1947، والتي تضمنت تقسيماً سياسياً لفلسطين البريطانية لتصبح دولتان (عربية ويهودية) مع إقامة منطقة دولية (القدس) في ظل الإبقاء على وحدة اقتصادية

يشير الاعتراف الدولي بإسرائيل إلى الاعتراف الدبلوماسي بإسرائيل بصفتها دولة، والتي أعلن عن قيامها بتاريخ 14 مايو عام 1948. إن وضع إسرائيل متنازع عليه نتيجة للصراع العربي الإسرائيلي. تعترف 165 دولة بإسرائيل حالياً من أصل 193 دولة عضو بمنظمة الأمم المتحدة.

## تاريخ
تم الإعلان عن قيام دولة إسرائيل بتاريخ 14 مايو 1948 من خلال وثيقة إعلان قيام دولة إسرائيل. عارضت جامعة الدول العربية أي تقسيم لفلسطين ولإقامة إسرائيل، وشنت على أثر ذلك حملة عسكرية على الدولة الوليدة فيما يعرف بحرب 1948.
وقد نتج عن إعلان قيام دولة إسرائيل تشكيل حكومة مؤقتة، في حين ما زالت العمليات العسكرية مستمرة واعترفت الولايات المتحدة على الفور بالحكومة المؤقتة باعتبارها السلطة الشرعية بحكم الأمر الواقع على إسرائيل. وتبعتها مملكة إيران (والتي كانت قد صوتت ضد خطة تقسيم الأمم المتحدة) وغواتيمالا وآيسلندا ونيكاراغوا ورومانيا والأوروغواي. وكان الاتحاد السوفيتي أول دولة تعترف بإسرائيل اعترافاً قطعياً بتاريخ 17 مايو 1948. ومن ثم تشيكوسلوفاكيا وصربيا وجمهورية بولندا الشعبية. وقد غيرت الولايات المتحدة حالة اعترافها القانوني بإسرائيل ليصبح اعترافاً قطعياً بعد عقد الانتخابات الإسرائيلية الأولى، بتاريخ 31 يناير عام 1949.
تقدمت إسرائيل بطلب الحصول على عضوية في الأمم المتحدة بتاريخ 15 مايو 1948، أي بعد يوم واحد من وثيقة إعلان قيامها ولكن الطلب لم يتخذ من جانب مجلس الأمن. ورفض مجلس الأمن طلب إسرائيل الثاني في 17 ديسمبر 1948 بأغلبية 5 أصوات مقابل صوت واحد مع امتناع 5 أعضاء عن التصويت. وصوتت سوريا سلباً، أما الولايات المتحدة والأرجنتين وكولومبيا والاتحاد السوفياتي وأوكرانيا فصوتت إيجاباَ، وامتنعت كل من بلجيكا وبريطانيا وكندا والصين وفرنسا عن التصويت.
بعد فشل إسرائيل في طلبها الانضمام إلى الأمم المتحدة في خريف 1948، عادت وقدمت طلباً آخر في ربيع 1949. بعد التصويت (37 مع، 12 ضد، و9 ممتنع)، أصدرت الجمعية العمومية قرارها رقم 273 بتاريخ 11 مايو 1949 بقبول عضوية إسرائيل بناءً على إعلان إسرائيل بأنها «تقبل بدون تحفظ الالتزامات الواردة في ميثاق الأمم المتحدة وتتعهد بتطبيقها من اليوم الذي تصبح فيه عضواً في الأمم المتحدة» وبأنها تتعهد بتطبيق قرارا الجمعية الصادر 29 نوفمبر 1947 (قرار تقسيم فلسطين) و11 ديسمبر 1948 (قرار حق العودة للاجئين الفلسطينيين) وهذا ما لم يحدث حتى الآن.
في الوقت الحاضر، ما مجموعه 28 دولة من الدول الأعضاء في منظمة الأمم المتحدة لا تعترف بدولة إسرائيل: 15 دولة عضو في جامعة الدول العربية: الجزائر، وجزر القمر، وجيبوتي، والعراق، والكويت، ولبنان، وليبيا، وعمان، وقطر^، والسعودية، والصومال، وسوريا، وتونس، واليمن وموريتانيا؛ كذلك 10 عضواً في منظمة التعاون الإسلامي: أفغانستان، وبنغلادش، وبروناي، وإندونيسيا، وإيران، وماليزيا، ومالي، والنيجر، وباكستان والمالديف. كما هناك بلدان أخرى لا تعترف بإسرائيل أو علقت علاقاتها منها فنزويلا، وكوبا، وكوريا الشمالية.
^ تعتبر قطر معترفة ضمنيًا بدولة إسرائيل، من خلال تطبيع بطئ للعلاقات بالمشاركة مع الجيش الإسرائيلي في مناورات عسكرية مشتركة في أبريل/نيسان 2025، وكذلك علاقات تجارية وسياسية وطيدة تربطهما، بالإضافة إلى ظهور رئيس الوزراء القطري الشيخ محمد بن جاسم بن محمد آل ثاني على التلفزيون الإسرائيلي في مقابلة تلفزيونية بالقناة الثانية عشرة الإسرائيلية في يناير/كانون الثاني 2025، وزيارات المسئولين الإسرائيلين للدوحة، ومنها زيارات شيمون بيريز في أعوام 1996 و2007
اقترحت الجامعة العربية عام 2002 تطبيع العلاقات مع إسرائيل من جانب الدول العربية كجزء من حل الصراع الفلسطيني الإسرائيلي في إطار مبادرة السلام العربية.

## القائمة حسب البلد
|  | الدول التي لم تعترف مطلقًا بإسرائيل رسمياً                         |
|  | الدول التي سحبت إعترافها بإسرائيل أو قطعت أو علقت علاقاتها معها. |
|  | الدول التي تعترف رسميًا بإسرائيل.                                 |

| # | الدولة                      | تاريخ الاعتراف بحكم الأمر الواقع | تاريخ الاعتراف بحكم القانون | ملاحظات |
| - | --------------------------- | -------------------------------- | --------------------------- | --- |
|   | أذربيجان                    | —                                | 7 أبريل 1992                | تاريخ إقامة العلاقات الدبلوماسية. |
|   | أرمينيا                     | —                                | 4 أبريل 1992                | تاريخ إقامة العلاقات الدبلوماسية. |
|   | أستراليا                    | —                                | 29 يناير 1949               | |
| – | أفغانستان                   | —                                | —                           | لا تقبل جوازات سفر إسرائيلية. |
|   | ألبانيا                     | —                                | 16 أبريل 1949               | إقامة علاقات دبلوماسية في 20 أغسطس 1991. |
|   | ألمانيا                     | 10 سبتمبر 1952                   | 12 مايو 1965                | تاريخ إقامة العلاقات الدبلوماسية. قبيل هذا التاريخ، كانت ألمانيا قد وقعت اتفاق تعويضات مع إسرائيل. |
|   | أنتيغوا وباربودا            | —                                | 22 يونيو 1983               | تاريخ إقامة العلاقات الدبلوماسية. |
|   | أندورا                      | —                                | 13 أبريل 1994               | |
|   | أنغولا                      | —                                | 16 أبريل 1992               | تاريخ إقامة العلاقات الدبلوماسية. |
|   | أوروغواي                    | —                                | 19 مايو 1948                | |
|   | أوزبكستان                   | —                                | 21 فبراير 1992              | تاريخ إقامة العلاقات الدبلوماسية. |
|   | أوغندا                      | —                                | غير معروف                   | قطعت العلاقات في 30 مارس 1972، وأعيدت في يوليو 1994. |
|   | أوكرانيا                    | 11 مايو 1949                     | 26 ديسمبر 1991              | |
|   | أيرلندا                     | 12 فبراير 1949                   | مايو 1963                   | |
|   | أيسلندا                     | 11 فبراير 1949                   | غير معروف                   | |
|   | إثيوبيا                     | —                                | 24 أكتوبر 1961              | قبيل اعترافها بحكم القانون، احتفظت إثيوبيا بعلاقات قنصلية مع إسرائيل منذ 1956. قطعت العلاقات في أكتوبر 1973، واستؤنفت في نوفمبر 1989. |
|   | إريتريا                     | —                                | 6 مايو 1993                 | تاريخ إقامة العلاقات الدبلوماسية. |
|   | إسبانيا                     | 17 يناير 1986                    | غير معروف                   | |
|   | إستونيا                     | —                                | 9 يناير 1992                | تاريخ إقامة العلاقات الدبلوماسية. |
|   | إلسالفادور                  | —                                | 11 سبتمبر 1948              | |
| – | إندونيسيا                   | —                                | —                           | لا يمكن للإسرائيليين السفر إلى إندونيسيا سوى من خلال دعوة من وزارة الهجرة الإندونيسية. ولا يمكنهم دخول إندونيسيا إلا عبر مطار دنباسار ومطار جاكارتا ومطار سورابايا.                                                                                             |
| – | إيران                       | 14 مارس 1950                     | غير معروف                   | صوتت ضد قرار التقسيم واعترفت بإسرائيل لكنها صوتت ضد قرار انضمام إسرائيل لعضوية الأمم المتحدة. قطعت العلاقات في أواخر 1979. لا تقبل جوازات سفر إسرائيلية وحاملي جوازات السفر الإيرانية لا يجوز لهم السفر إلى إسرائيل.                                            |
|   | إيطاليا                     | 8 فبراير 1949                    | غير معروف                   | |
|   | الأرجنتين                   | —                                | 14 فبراير 1949              | |
|   | الأردن                      | —                                | 26 أكتوبر 1994              | من بين الموقعين على قرار الخرطوم. اعترفت بإسرائيل بموجب معاهدة السلام الأردنية الإسرائيلية. |
|   | الإكوادور                   | —                                | 2 فبراير 1949               | |
|   | الإمارات العربية المتحدة    | 13 أغسطس 2020                    | 15 سبتمبر 2020              | في 13 أغسطس 2020، تم الإعلان عن اتفاقية لتطبيع العلاقات بين البلدين. |
|   | الباهاما                    | —                                | 24 سبتمبر 1974              | تاريخ إقامة العلاقات الدبلوماسية. |
|   | البحرين                     | 11 سبتمبر 2020                   | 15 سبتمبر 2020              | في 11 سبتمبر 2020، تم الإعلان عن اتفاقية لتطبيع العلاقات بين البلدين. |
|   | البرازيل                    | —                                | 7 فبراير 1949               | |
|   | البرتغال                    | 12 مايو 1977                     | غير معروف                   | |
|   | البوسنة والهرسك             | —                                | 26 سبتمبر 1997              | تاريخ الإعتراف إقامة العلاقات الدبلوماسية. |
|   | الجبل الأسود                | —                                | 12 يوليو 2006               | |
| – | الجزائر                     | —                                | —                           | لا تقبل جوازات سفر إسرائيلية. |
|   | الدنمارك                    | 2 فبراير 1949                    | 12 يوليو 1950               | |
|   | الرأس الأخضر                | —                                | 17 يوليو 1994               | تاريخ إقامة العلاقات الدبلوماسية. |
| – | السعودية                    | —                                | —                           | لا تقبل جوازات سفر إسرائيلية. |
|   | السنغال                     | 1960                             | —                           | قطعت العلاقات في أكتوبر 1973، واستؤنفت في أغسطس 1994. |
|   | السودان                     | —                                | 23 أكتوبر 2020              | تطبيع العلاقات بين السودان وإسرائيل في 23 أكتوبر 2020. |
|   | السويد                      | 15 فبراير 1949                   | 13 يونيو 1950               | |
| – | الصومال                     | —                                | —                           | لا تقبل جوازات سفر إسرائيلية. |
| – | العراق                      | —                                | —                           | لا تقبل جوازات سفر إسرائيلية. |
|   | الغابون                     | —                                | 29 سبتمبر 1993              | جمدت العلاقات في أكتوبر 1973، واستؤنفت في سبتمبر 1993. |
|   | الفلبين                     | 11 مايو 1949                     | 13 مايو 1957                | |
|   | الكاميرون                   | —                                | 15 سبتمبر 1960              | جمدت العلاقات في أكتوبر 1973، وأعيدت في أغسطس 1986. |
| – | الكويت                      | —                                | —                           | لا تقبل جوازات سفر إسرائيلية. |
|   | المالديف                    | —                                | 29 أكتوبر 1965              | تم تعليق العلاقات الدبلوماسية في عام 1974. ولم تتطور اتفاقيات التعاون في عام 2009 إلى علاقات دبلوماسية كاملة. وتم إنهاؤها في عام 2014. |
|   | المجر                       | 24 مايو 1948                     | 1 يونيو 1948                | قطعت العلاقات في 1967، وأعيدت في 19 سبتمبر 1989. |
|   | المغرب                      | 1 سبتمبر 1994                    | 10 ديسمبر 2020              | جمدت العلاقات في 23 أكتوبر 2000 ثم استأنفت في ديسمبر 2020 بدرجة مكتب اتصال |
|   | المكسيك                     | 11 مايو 1949                     | 4 أبريل 1952                | |
|   | المملكة المتحدة             | 13 مايو 1949                     | 28 أبريل 1950               | |
|   | النرويج                     | —                                | 4 فبراير 1949               | |
|   | النمسا                      | 15 مارس 1949                     | 8 مايو 1956                 | تاريخ إقامة العلاقات الدبلوماسية. قبيل هذا التاريخ كان كلا البلدين يتبادلان علاقات قنصلية منذ عام 1950. وفي عام 1959 تم رفع مستوى البعثتين إلى سفارات. |
| — | النيجر                      | —                                | —                           | قطعت العلاقات في 4 يناير 1973. |
|   | الهند                       | —                                | 17 سبتمبر 1950              | |
|   | الولايات المتحدة            | 14 مايو 1948                     | 31 يناير 1949               | |
|   | اليابان                     | —                                | 15 مايو 1952                | |
| – | اليمن                       | —                                | —                           | لا تقبل جوازات سفر إسرائيلية. |
|   | اليونان                     | 15 مارس 1949                     | 21 مايو 1990                | تاريخ إقامة العلاقات الدبلوماسية. |
|   | بابوا غينيا الجديدة         | —                                | غير معروف                   | |
|   | باراغواي                    | 6 سبتمبر 1948                    | 7 سبتمبر 1948               | |
|   | باربادوس                    | —                                | 29 أغسطس 1969               | تاريخ إقامة العلاقات الدبلوماسية. |
| – | باكستان                     | —                                | —                           | لا تقبل جوازات سفر إسرائيلية وجوازات السفر الباكستانية غير صالحة للسفر إلى إسرائيل. |
|   | بالاو                       | —                                | 2 أكتوبر 1994               | |
| – | بروناي                      | —                                | —                           | لا تقبل جوازات سفر إسرائيلية وجوازات سفر بروناي غير صالحة للسفر إلى إسرائيل. |
|   | بلجيكا                      | —                                | 15 يناير 1950               | |
|   | بلغاريا                     | —                                | 4 ديسمبر 1948               | جمدت العلاقات في 10 يونيو 1967، وأعيدت في 3 مايو 1990. |
| – | بليز                        | —                                | 6 سبتمبر 1984               | قطعت العلاقات في نوفمبر 2023 خلال الحرب الفلسطينية الإسرائيلية بسبب هجمات إسرائيل المتواصلة على قطاع غزة. |
| – | بنغلاديش                    | —                                | —                           | لا تقبل جوازات سفر إسرائيلية. |
|   | بنما                        | —                                | 19 يونيو 1948               | |
|   | بنين                        | —                                | 5 ديسمبر 1961               | تاريخ إقامة العلاقات الدبلوماسية. جمدت العلاقات في أكتوبر 1973، واستؤنفت في يوليو 1992. |
|   | بوتان                       | —                                | 12 ديسمبر 2020              | إقامة العلاقات الدبلوماسية |
|   | بوتسوانا                    | غير معروف                        | غير معروف                   | قطعت العلاقات في نوفمبر 1973، وأعيدت في ديسمبر 1993. |
|   | بوركينا فاسو                | —                                | 5 يوليو 1961                | تاريخ إقامة العلاقات الدبلوماسية. جمدت العلاقات في أكتوبر 1973، وأعيدت في أكتوبر 1993. |
|   | بوروندي                     | غير معروف                        | غير معروف                   | جمدت العلاقات في مايو 1973، وأعيدت في مارس 1995. |
|   | بولندا                      | —                                | 18 مايو 1948                | قطعت العلاقات في 1967، وأعيدت في فبراير 1990. |
| – | بوليفيا                     | 22 يناير 1949                    | 24 فبراير 1949              | قطعت حكومة بوليفيا العلاقات مع إسرائيل في يناير 2009، وأعيدت في نوفمبر 2019، ثم قطعت العلاقات قي أكتوبر 2023 خلال الحرب الفلسطينية الإسرائيلية 2023. |
|   | بيرو                        | —                                | 9 فبراير 1949               | |
|   | بيلاروسيا                   | 11 مايو 1949                     | 26 مايو 1992                | تاريخ إقامة العلاقات الدبلوماسية. |
|   | تايلاند                     | 26 سبتمبر 1950                   | غير معروف                   | |
|   | تركمانستان                  | —                                | 6 أكتوبر 1993               | تاريخ إقامة العلاقات الدبلوماسية. |
|   | تركيا                       | 28 مارس 1949                     | 12 مارس 1950                | في سبتمبر 2011، خفضت تركيا علاقاتها مع إسرائيل إلى مستوى السكرتير الثاني. قامت بقطع العلاقات مطلع نوفمبر 2024 |
|   | ترينيداد وتوباغو            | أغسطس 1962                       | —                           | |
| — | تشاد                        | —                                | 10 يناير 1961               | أقيمت العلاقات في 1961، لكنها جمدت في 28 نوفمبر 1972. في 2005، ظهرت تقارير تفيد بوجود نية متبادلة لتجديد العلاقات الدبلوماسية. أعيدت العلاقات في 20 يناير 2019.                                                                                                 |
|   | تشيلي                       | —                                | 5 فبراير 1949               | |
|   | تنزانيا                     | —                                | غير معروف                   | قطعت العلاقات في أكتوبر 1973، واستؤنفت في فبراير 1995. |
|   | توغو                        | —                                | غير معروف                   | قطعت العلاقات في سبتمبر 1973، وأعيدت في يونيو 1987. |
|   | توفالو                      | —                                | يوليو 1984                  | تاريخ إقامة العلاقات الدبلوماسية. |
| – | تونس                        | 3 أكتوبر 1994                    | —                           | |
|   | تونغا                       | —                                | يونيو 1977                  | تاريخ إقامة العلاقات الدبلوماسية. |
|   | تيمور الشرقية               | —                                | 29 أغسطس 2002               | |
|   | جامايكا                     | يناير 1962                       | —                           | |
| – | جزر القمر                   | —                                | —                           | |
|   | جزر سليمان                  | —                                | يناير 1989                  | |
|   | جزر مارشال                  | —                                | 16 سبتمبر 1987              | |
|   | جمهورية أفريقيا الوسطى      | غير معروف                        | غير معروف                   | قطعت العلاقات في أكتوبر 1973، وأعيدت في يناير 1991. |
|   | جمهورية التشيك              | —                                | 18 مايو 1948                | امتد الاعتراف عن تشيكوسلوفاكيا. قطعت العلاقات إبان تشيوسلوفاكيا بين يونيو 1967 وفبراير 1990. أقيمت العلاقات الدبلوماسية مع جمهورية التشيك في 1 يناير 1993. |
|   | جمهورية الدومينيكان         | —                                | 29 ديسمبر 1948              | |
|   | جمهورية الصين الشعبية       | —                                | 24 يناير 1992               | منحت تايوان اعترافاً بحكم القانون لإسرائيل في 1 مارس 1949. واحتفظ الطرفين بعلاقات دبلوماسية حتى اعتراف إسرائيل بجمهورية الصين الشعبية في 8 يناير 1950. مع ذلك لم تتجاوب جمهورية الصين الشعبية مع هذا الاعتراف بشكل رسمي حتى إقامة العلاقات الدبلوماسية عام 1992. |
|   | جمهورية الكونغو             | —                                | 9 نوفمبر 1960               | تاريخ إقامة العلاقات الدبلوماسية. قطعت العلاقات في 31 ديسمبر 1972، واستؤنفت في أغسطس 1991. |
|   | جمهورية الكونغو الديمقراطية | —                                | 26 يونيو 1960               | تاريخ إقامة العلاقات الدبلوماسية. جمدت العلاقات في 4 أكتوبر 1973، وأعيدت في 13 مايو 1982. |
|   | جنوب أفريقيا                | 24 مايو 1948                     | 14 مايو 1949                | |
|   | جنوب السودان                | —                                | 28 يوليو 2011               | تاريخ إقامة العلاقات الدبلوماسية. |
|   | جورجيا                      | —                                | 1 يونيو 1992                | تاريخ إقامة العلاقات الدبلوماسية. |
| – | جيبوتي                      | —                                | —                           | |
|   | دومينيكا                    | —                                | يناير 1978                  | تاريخ إقامة العلاقات الدبلوماسية. |
|   | روسيا                       | —                                | 17 مايو 1948                | امتد الاعتراف عن الاتحاد السوفيتي. قطعت العلاقات في 1967، وأعيدت في 19 أكتوبر 1991. |
|   | رواندا                      | —                                | غير معروف                   | جمدت العلاقات في أكتوبر 1973، وأعيدت في أكتوبر 1994. |
|   | رومانيا                     | 11 يونيو 1948                    | 12 يونيو 1948               | |
|   | زامبيا                      | —                                | 26 نوفمبر 1993              | تاريخ إقامة العلاقات الدبلوماسية. |
|   | زيمبابوي                    | —                                | غير معروف                   | قطعت العلاقات في أكتوبر 1973، وأعيدت في ديسمبر 1991. |
|   | ساحل العاج                  | 15 فبراير 1961                   | 24 مايو 1961                | تاريخ إقامة العلاقات الدبلوماسية. قبيل هذا التاريخ، احتفظ الطرفين بعلاقات تجارية منذ 15 فبراير 1961. جمدت العلاقات في نوفمبر 1973، واستؤنفت في فبراير 1986. |
|   | سان مارينو                  | —                                | 1 مارس 1995                 | |
|   | سانت فينسنت والغرينادين     | —                                | يناير 1981                  | تاريخ إقامة العلاقات الدبلوماسية. |
|   | سانت كيتس ونيفيس            | —                                | يناير 1984                  | تاريخ إقامة العلاقات الدبلوماسية. |
|   | سانت لوسيا                  | —                                | يناير 1979                  | تاريخ إقامة العلاقات الدبلوماسية. |
|   | ساموا                       | —                                | يونيو 1981                  | تاريخ إقامة العلاقات الدبلوماسية. |
|   | ساو تومي وبرينسيب           | —                                | نوفمبر 1993                 | تاريخ إقامة العلاقات الدبلوماسية. |
|   | سريلانكا                    | 16 سبتمبر 1950                   | غير معروف                   | |
|   | سلوفاكيا                    | —                                | 18 مايو 1948                | امتد الاعتراف عن تشيكوسلوفاكيا. قطعت العلاقات إبان تشيوسلوفاكيا بين يونيو 1967 وفبراير 1990. أقيمت العلاقات الدبلوماسية مع سلوفاكيا في 1 يناير 1993. |
|   | سلوفينيا                    | —                                | 28 أبريل 1992               | |
|   | سنغافورة                    | —                                | 11 مايو 1969                | تاريخ إقامة العلاقات الدبلوماسية. |
|   | سوازيلاند                   | —                                | سبتمبر 1968                 | |
| – | سوريا                       | —                                | —                           | لا تقبل جوازات سفر إسرائيلية. |
|   | سورينام                     | —                                | فبراير 1976                 | |
|   | سويسرا                      | 28 يناير 1949                    | 18 مارس 1949                | |
|   | سيراليون                    | —                                | غير معروف                   | قطعت العلاقات في أكتوبر 1973، وأعيدت في مايو 1992. |
|   | سيشل                        | —                                | سبتمبر 1992                 | تاريخ إقامة العلاقات الدبلوماسية. |
|   | صربيا                       | —                                | 31 يناير 1992               | تاريخ إقامة العلاقات الدبلوماسية. |
|   | طاجيكستان                   | —                                | أبريل 1992                  | |
| — | عمان                        | 28 يناير 1996                    | —                           | لا تقبل جوازات سفر إسرائيلية. |
|   | غامبيا                      | —                                | غير معروف                   | قطعت العلاقات في أكتوبر 1973، واستؤنفت في سبتمبر 1992. |
|   | غانا                        | —                                | غير معروف                   | قطعت العلاقات في أكتوبر 1973، واستؤنفت في سبتمبر 1994. |
|   | غرينادا                     | —                                | يناير 1975                  | تاريخ إقامة العلاقات الدبلوماسية. |
|   | غواتيمالا                   | —                                | 19 مايو 1948                | |
|   | غيانا                       | —                                | غير معروف                   | قطعت العلاقات في مارس 1974، وأعيدت في مارس 1992. |
| – | غينيا                       | —                                | غير معروف                   | قطعت العلاقات مع إسرائيل في 12 يونيو 1967. |
|   | غينيا الاستوائية            | غير معروف                        | غير معروف                   | قطعت العلاقات في أكتوبر 1973، وأستؤنفت في يناير 1994. |
|   | غينيا بيساو                 | —                                | مارس 1994                   | تاريخ إقامة العلاقات الدبلوماسية. |
|   | فانواتو                     | —                                | 16 ديسمبر 1993              | تاريخ إقامة العلاقات الدبلوماسية. |
|   | فرنسا                       | —                                | 24 يناير 1949               | |
|   | فنزويلا                     | —                                | 27 يونيو 1948               | جمدت العلاقات في يناير 2009. |
|   | فنلندا                      | 11 يونيو 1948                    | 18 مارس 1949                | |
|   | فيتنام                      | —                                | 12 يوليو 1993               | تاريخ إقامة العلاقات الدبلوماسية. |
|   | فيجي                        | —                                | أغسطس 1970                  | تاريخ إقامة العلاقات الدبلوماسية. |
|   | قبرص                        | —                                | 21 يناير 1961               | تاريخ إقامة العلاقات الدبلوماسية. وتم الاتفاق على تبادل العلاقات في 17 أغسطس 1960 لكنها أجلت بسبب ضغط الدول العربية. |
| — | قطر                         | أبريل 1996                       | —                           | في أبريل 1996، اتفقت قطر وإسرائيل على تبادل مكاتب تمثيل تجارية. تم اغلاق المكاتب التجارية في فبراير 2009. شاركت قطر مع إسرائيل في مناورات عسكرية وجوية في أبريل 2025                                                                                            |
|   | كازاخستان                   | —                                | 10 أبريل 1992               | تاريخ إقامة العلاقات الدبلوماسية. |
|   | كرواتيا                     | —                                | 4 سبتمبر 1997               | |
|   | كمبوديا                     | —                                | 30 أغسطس 1960               | تاريخ إقامة العلاقات الدبلوماسية. قطعت كمبوديا العلاقات في 1975؛ واستعادتها في 5 أكتوبر 1993. |
|   | كندا                        | —                                | 11 مايو 1949                | |
| — | كوبا                        | 14 يناير 1949                    | 18 أبريل 1949               | قطعت كوبا العلاقات في سبتمبر 1973، والحكومة الحالية لا تعترف بإسرائيل. |
|   | كوريا الجنوبية              | —                                | 10 أبريل 1962               | تاريخ إقامة العلاقات الدبلوماسية. |
| – | كوريا الشمالية              | —                                | —                           | |
|   | كوستاريكا                   | —                                | 19 يونيو 1948               | |
| – | كولومبيا                    | —                                | 1 فبراير 1949               | في 1 مايو 2024، أعلن الرئيس غوستافو بيترو أن كولومبيا ستقطع العلاقات الدبلوماسية مع إسرائيل بسبب الحرب الفلسطينية الإسرائيلية 2023. |
|   | كيريباتي                    | —                                | 21 مايو 1984                | تاريخ إقامة العلاقات الدبلوماسية. |
|   | كينيا                       | —                                | ديسمبر 1963                 | جمدت العلاقات في نوفمبر 1973، واستؤنفت في ديسمبر 1988. |
|   | قيرغيزستان                  | —                                | مارس 1992                   | |
|   | لاتفيا                      | —                                | 6 يناير 1992                | |
|   | لاوس                        | —                                | فبراير 1957                 | تاريخ إقامة العلاقات الدبلوماسية. قطعت لاوس العلاقات في 1973، واستعادتها في 6 ديسمبر 1993. |
| – | لبنان                       | —                                | —                           | لا تقبل جوازات سفر إسرائيلية. سيتم رفض دخول حاملي جوازات سفر تحتوي على أي تأشيرة أو ختم إسرائيلي. |
|   | لوكسمبورغ                   | 11 مايو 1949                     | 16 يناير 1950               | |
| — | ليبيا                       | —                                | —                           | لا تقبل جوازات سفر إسرائيلية. |
|   | ليبيريا                     | 11 فبراير 1949                   | غير معروف                   | جمدت العلاقات في نوفمبر 1973، واستؤنفت في أغسطس 1983. |
|   | ليتوانيا                    | —                                | 8 يناير 1992                | تاريخ إقامة العلاقات الدبلوماسية. |
|   | ليختنشتاين                  | —                                | يناير 1992                  | |
|   | ليسوتو                      | —                                | غير معروف                   | |
|   | مالاوي                      | —                                | يوليو 1964                  | تاريخ إقامة العلاقات الدبلوماسية. |
|   | مالطا                       | يناير 1965                       | ديسمبر 1965                 | تاريخ إقامة العلاقات الدبلوماسية. |
| — | مالي                        | —                                | غير معروف                   | قطعت العلاقات في 5 يناير 1973. |
| — | ماليزيا                     | —                                | —                           | لا تقبل بدخول حاملي جوازات سفر إسرائيلية دون إذن كتابي من الحكومة. |
|   | مدغشقر                      | —                                | غير معروف                   | قطعت العلاقات في أكتوبر 1973، واستؤنفت في يناير 1994. |
|   | مصر                         | —                                | 26 مارس 1979                | من بين الموقعين على قرار الخرطوم. أصبحت لاحقاً أول دولة عربية تعترف بإسرائيل بموجب معاهدة السلام المصرية الإسرائيلية. |
|   | مقدونيا                     | —                                | 7 ديسمبر 1995               | تاريخ إقامة العلاقات الدبلوماسية. |
|   | منغوليا                     | —                                | 2 أكتوبر 1991               | |
|   | موريتانيا                   | —                                | 28 أكتوبر 1999              | جمدت العلاقات في 6 مارس 2009، وقطعت في 21 مارس 2010. |
|   | موريشيوس                    | —                                | غير معروف                   | جمدت العلاقات في يوليو 1976، وأعيدت في سبتمبر 1993. |
|   | موزمبيق                     | —                                | 23 يوليو 1993               | |
|   | مولدوفا                     | —                                | 22 يونيو 1992               | |
|   | موناكو                      | —                                | يناير 1964                  | |
|   | ميانمار                     | —                                | 13 يوليو 1953               | تاريخ إقامة العلاقات الدبلوماسية. |
|   | ناميبيا                     | —                                | 11 فبراير 1994              | |
|   | ناورو                       | —                                | ديسمبر 1994                 | |
|   | نيبال                       | —                                | 1 يونيو 1960                | أول دولة جنوب آسيوية تقيم علاقات دبلوماسية مع إسرائيل. |
|   | نيجيريا                     | 1960                             | غير معروف                   | قطعت العلاقات في أكتوبر 1973، واستؤنفت في مايو 1992. |
| – | نيكاراغوا                   | —                                | \| 18 مايو 1948             | في يونيو 2010، جمدت نيكاراغوا العلاقات الدبلوماسية مع إسرائيل، لكن تم استعادتها في مارس 2017، وتم قطاع العلاقات مرة أخرى في أكتوبر 2024 على خلفية الحرب في غزة.                                                                                                 |
|   | نيوزيلندا                   | 29 يناير 1949                    | غير معروف                   | |
|   | هايتي                       | 26 فبراير 1949                   | يناير 1950                  | تاريخ إقامة العلاقات الدبلوماسية. |
|   | هندوراس                     | 11 سبتمبر 1948                   | 8 نوفمبر 1948               | |
|   | هولندا                      | 11 مايو 1949                     | 16 يناير 1950               | |
|   | ولايات ميكرونيزيا الموحدة   | —                                | 23 نوفمبر 1988              | تاريخ إقامة العلاقات الدبلوماسية. |

### دول ليست أعضاء في الأمم المتحدة
| الدولة         | تاريخ الاعتراف | ملاحظات                                                                |
| -------------- | -------------- | ---------------------------------------------------------------------- |
| جزر كوك        | 2008           |                                                                        |
| دولة فلسطين    | 1993           | من بين الموقعين على قرار الخرطوم. اعترفت بإسرائيل بموجب اتفاقية أوسلو. |
| تايوان         | 1 مارس 1949    |                                                                        |
| كوسوفو         | 4 سبتمبر 2020  |                                                                        |
| الكرسي الرسولي | 15 يونيو 1994  |                                                                        |
| نييوي          | 2008           |                                                                        |